# Папа Лав XII
Папа Лав XII (лат. Leo Duodecimus; 22. август 1760 —  10. фебруар 1829) је био 252. папа од 28. септембра 1823. до 10. фебруара 1829.